# Херлиберг
Херлиберг (нем. Herrliberg) — коммуна в Швейцарии, в кантоне Цюрих.
Входит в состав округа Майлен. Население составляет 5752 человека (на 31 декабря 2007 года). Официальный код — 0152.